# Posições políticas de Javier Milei

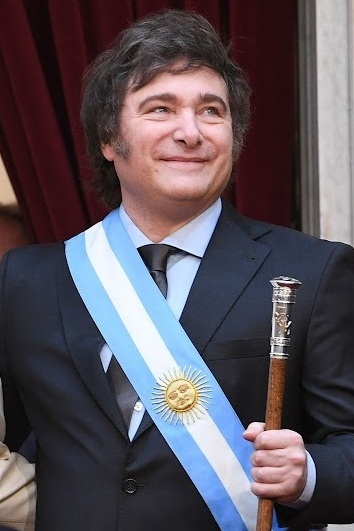
Milei em 2023

Muitos meios de comunicação social referiram-se ao Presidente da Argentina, Javier Milei, como sendo de extrema-direita, ultraconservador, populista de direita, paleolibertário ou de direita-libertária. Do ponto de vista económico, as suas posições são descritas como ultraliberais. Milei identifica-se principalmente como minarquista, libertário ou liberal clássico, embora também se alinhe teoricamente com o anarco-capitalismo e o paleolibertarianismo. Defende um governo minimalista centrado apenas na justiça e na segurança.
Os fundamentos filosóficos de Milei incorporam princípios de vida, liberdade e propriedade, bem como princípios de não-agressão, autopropriedade e fundamentos do mercado livre.
Para além da filosofia política de Milei, acredita que o Estado é inimigo da riqueza e que a economia keynesiana é maligna. Ele faz forte oposição ao socialismo e ao comunismo, criticando-os como sistemas violentos que geram miséria e fome. Milei também tem uma posição crítica em relação ao Banco Central Argentino e às políticas fiscais, propondo mudanças radicais que visam a liberalização económica e a reestruturação dos ministérios governamentais.

## Visões econômicas
Javier Milei é um defensor declarado do liberalismo económico e do conservadorismo fiscal, subscrevendo a Escola Austríaca de pensamento económico e assumindo uma posição crítica em relação à economia keynesiana. A sua filosofia económica inspira-se num vasto leque de pensadores e economistas, desde figuras clássicas como Adam Smith a teóricos modernos como Murray Rothbard, Friedrich Hayek, Milton Friedman, Gary Becker e Jesús Huerta de Soto. Milei expressou particular admiração pelas políticas económicas do antigo presidente argentino Carlos Menem e do seu ministro da economia Domingo Cavallo, referindo-se à sua administração como a "mais bem sucedida economicamente na história argentina". As suas opiniões também encontram ressonância em figuras históricas argentinas, como Juan Bautista Alberdi, e economistas contemporâneos, como Alberto Benegas Lynch.

### Sistemas econômicos
Milei promove o capitalismo e opõe-se firmemente ao comunismo e ao socialismo. Numa apresentação TEDx que se tornou viral nas redes sociais em fevereiro de 2019, Milei apresentou o que descreveu como "uma história de amor" sobre o capitalismo, argumentando como o capitalismo e o mercado livre tiraram as pessoas da pobreza. Em seguida, citou o que descreve como mitos em relação ao capitalismo, rejeitando a ideia de que o modelo nórdico é socialista e dizendo que os países nórdicos são "mais pró-mercado do que as pessoas pensam". O problema da desigualdade social é um "embuste mentiroso" e a "justiça social é injusta". Concluiu que se trata de um debate sobre valores, em que o socialismo encarna a inveja, o ressentimento e a coerção, enquanto o capitalismo ou o liberalismo representam o respeito irrestrito pelo projeto de vida dos outros indivíduos.
Numa entrevista em outubro de 2020, Milei disse: "Odeio os comunistas, os esquerdistas de merda, porque eles odeiam a vida". Considerou a esquerda um fracasso económico, social e cultural que assassinou 150 milhões de seres humanos. O modelo socialista é "o modelo da pobreza, este mundo é completamente louco". Afirmou ainda que só existem dois sistemas, o liberalismo ou o comunismo, pois considera que qualquer solução intermédia é instável e deriva para o comunismo. Em 2021, assinou uma carta patrocinada pela Vox que denunciava "o avanço do comunismo" no mundo de língua espanhola e foi apoiada por Eduardo Bolsonaro e José Antonio Kast. Em outubro de 2021, reiterou as suas opiniões anti-esquerdistas, dizendo: "Vou aliar-me a todos aqueles que acreditam que a esquerda é o inimigo".

### Tamanho do governo e gastos públicos
Milei propôs uma reestruturação radical do governo argentino, defendendo uma redução do número de ministérios de 24 para 8. Nomeadamente, apelou à eliminação ou fusão de ministérios importantes, como o Ministério da Educação, o Ministério do Desenvolvimento Social, o Ministério da Mulher, Género e Diversidade e o Ministério da Saúde. Um vídeo em que Milei retira fisicamente cartões com nomes de ministérios de um quadro de parede e os atira para o ar tornou-se viral. No vídeo, declara: "O Estado não é a solução. É o problema".
Para além da reestruturação institucional, Milei comprometeu-se a enfrentar os desafios económicos da Argentina através de reduções significativas das despesas públicas e de um choque económico radical destinado a resolver problemas como a inflação. De acordo com o seu conselheiro Darío Epstein, Milei pretende equilibrar o orçamento dentro de três meses. A primeira coisa que temos de fazer é reduzir o défice orçamental em 5 pontos percentuais, o que não é nada fácil. Como a Argentina se encontra numa situação muito crítica, com 40 a 45% de pobreza, o que não devemos fazer é despedir pessoas do sector público ou reduzir as despesas sociais. Isso é muito importante".
Milei tem sido um crítico acérrimo das administrações anteriores, incluindo as de Cristina Kirchner, Mauricio Macri e Alberto Fernández. Ele cita os gastos excessivos do governo e a falta de ajuste fiscal como principais preocupações.

### Banco Central da Argentina e política monetária
Milei criticou o Banco Central da Argentina, descrevendo-o como "um dos maiores ladrões da história da humanidade". Ele disse: "Os bancos centrais dividem-se em quatro categorias: os maus, como o Federal Reserve, os muito maus, como os da América Latina, os terrivelmente maus e o Banco Central da Argentina". Defende o eventual desmantelamento do Banco Central para que os cidadãos possam escolher livremente os seus sistemas monetários. Ele também é um defensor da dolarização como medida para combater os persistentes problemas de inflação do país. Comentando o plano de convertibilidade da década de 1990, Milei declarou: "A convertibilidade foi lançada em (1 de abril) de 1991. Em janeiro de 1993, éramos o país com a inflação mais baixa do mundo. Proponho a livre concorrência das moedas, a reforma completa do sistema financeiro. Assim, o mais provável é que os argentinos escolham o dólar".

### Tributação
Milei tem uma visão crítica do papel do Estado nas questões económicas, chamando-lhe "o maior inimigo da riqueza". Afirma que um Estado alargado, financiado por impostos, pode resultar numa redução dos salários reais. Quando financiado por dívida, Milei argumenta que esta constitui essencialmente um imposto diferido. Além disso, se o Estado se endividar, isso pode ter um impacto negativo na taxa de câmbio de equilíbrio, aumentando assim o custo dos bens essenciais e agravando a pobreza.
Milei descreve a Argentina como um inferno fiscal, e enfatiza o papel do Estado como um obstáculo à liberdade económica, afirmando que "o Estado é o problema, não a solução". Nesse contexto, ele se alinha com as tradições liberais que buscam minimizar a intervenção do Estado, invocando conceitos como "vida, liberdade e propriedade" como direitos fundamentais. Milei defende que as actuais políticas fiscais constituem obstáculos a estes direitos e encara o liberalismo como um meio de aliviar o que identifica como constrangimentos impostos pelo Estado.

### Privatização
Milei apoia a privatização de empresas estatais, incluindo a empresa de perfuração de xisto YPF, e de estradas, e prometeu acabar com os impostos sobre a soja e eliminar a oferta de baterias para veículos eléctricos como parte do seu programa de desregulamentação. Também manifestou a sua intenção de encerrar, privatizar ou redefinir o Consejo Nacional de Investigaciones Científicas y Técnicas.

### Seguro Social
Milei descreveu a adenda ao 14º Artigo da Constituição Argentina, introduzida por Juan Perón, que garante os direitos laborais, as pensões e todo o sistema de seguridade social, como o cancro do país; comprometeu-se a revogá-la enquanto presidente.

## Visões sociais
Relativamente às questões sociais, Milei foi classificada como socialmente conservador.

### Aborto e eutanásia
Milei opõe-se tanto ao aborto como à eutanásia, baseando as suas opiniões em princípios libertários como o princípio da não agressão. Considera que o aborto é uma violação dos direitos de propriedade e equipara-o ao roubo.
 Milei defende que o aborto é moralmente indefensável, mesmo em casos de estupro, e apoia-o apenas quando a vida da mãe está em perigo. Planeia realizar um referendo sobre a lei argentina de legalização do aborto de 2020 e indicou que apoiaria a sua revogação. Afirmou que a sua oposição ao aborto se baseia num "direito ilimitado à vida", argumentando que a vida começa na conceção.

### Direitos LGBT e casamento
Milei é indiferente ao casamento entre pessoas do mesmo sexo; vê o casamento como um contrato e opõe-se a ele enquanto instituição. Afirmou também que a homossexualidade é uma "escolha pessoal" e não uma doença, declarando que respeitaria qualquer tipo de sexo consensual, incluindo o sexo com um elefante. Sobre os direitos dos trangêneros, Milei declarou que "não se importa" com a identificação do género "desde que não me obriguem a pagar a conta" e comparou-a à identificação como puma.
Referindo-se ao financiamento público dos cuidados de saúde e do ensino público para a afirmação do género. disse: "Não tenho qualquer problema, mas não me imponham isso através do Estado. Não roubem dinheiro às pessoas para lhes imporem as ideias de outra pessoa. Isso é violento".

### Educação
Milei apoia a escolha da escola e quer implementar um sistema de cheques escolares para privatizar e descentralizar a educação, "dando o orçamento aos pais".
Pretende eliminar a lei que torna obrigatória a educação sexual completa nas escolas, que associou a uma lavagem cerebral, e afirmou que os estudantes são "reféns de um sistema de doutrinação estatal".

### Saúde
Milei quer privatizar os prestadores de cuidados de saúde públicos.

### Comércio de órgãos
Milei manifestou o seu apoio à legalização do comércio de órgãos, argumentando que tal poderia reduzir as listas de espera para transplantes de órgãos. Sugeriu que poderiam ser implementados mecanismos de mercado para incentivar a doação de órgãos. Milei enquadrou a questão como uma questão de autonomia pessoal, afirmando: "Se as mulheres podem ter controlo sobre os seus corpos, porque não todos os outros?"

### Vacinações
Milei é contra a vacinação obrigatória.

### Drogas e prostituição
Milei apoia a legalização das drogas no contexto de uma sociedade livre. Se quiserem suicidar-se, não tenho qualquer problema. Drogar-se é suicidar-se gradualmente. Se querem ficar pedrados, façam o que quiserem, mas não me peçam para pagar a conta". Em relação à prostituição na Argentina, Milei não vê nada de errado em pagar por sexo, considerando-o uma "transação livre".

### Lei sobre armas de fogo
Apoiante da política de lei e ordem, Milei apoia a posse irrestrita de armas de fogo, afirmando que a Argentina precisa das forças "para voltar a ter autoridade". A legislação sobre armas na Argentina é restritiva. De acordo com a plataforma eleitoral do seu partido, Milei propõe a "desregulamentação do mercado legal" de armas e "a proteção do seu uso legítimo e responsável pelos cidadãos".

### ‎Imigração e estrangeiros
Argentina é um dos poucos países cuja constituição estabelece a promoção da imigração como um dos deveres do Estado; a Argentina e os Estados Unidos aceitaram mais imigrantes do que qualquer outro país na viragem do século XX. A plataforma presidencial de Milei para 2023 inclui restrições à imigração. Afirmou que iria proibir a entrada no país de imigrantes com registo criminal e disse que queria expulsar aqueles que cometessem crimes. A plataforma de Milei propõe também restringir a educação gratuita e os cuidados de saúde universais para os cidadãos estrangeiros.

## Relações Internacionais
As propostas de política externa de Milei foram descritas como radicais.

### Fundo Monetário Internacional
A Argentina não conseguiu cumprir os objectivos de redução do seu défice orçamental e de constituição de reservas externas no âmbito do acordo de 44 mil milhões de dólares com o Fundo Monetário Internacional (FMI), que aprovou o desembolso de um empréstimo de 7,5 mil milhões de dólares. Numa entrevista de julho de 2023 ao Financial Times sobre este assunto, Milei disse que, se for eleito presidente da Argentina, "ultrapassará todos os objectivos" do acordo com o FMI, considerando que os cortes de despesas exigidos são pequenos em comparação com o que ele diz que o país precisa. Sobre o FMI, que concedeu vinte e dois resgates à Argentina, Milei disse que ele "não se importa" com o que ele descreveu como os desafios profundamente enraizados do país. Ele disse: "O FMI é apenas um bando de burocratas que sabem que o negócio de um banco é cobrar juros. Se eu for eleito, será para resolver os problemas da Argentina.

### BRICS
Em agosto de 2023, Milei rejeitou a possível participação da Argentina nos BRICS. Ele quer que a Argentina saia do bloco comercial do Mercosul, que inclui o Brasil.

### Figuras políticas internacionais
Milei considera o ex-presidente brasileiro Jair Bolsonaro e o ex-presidente dos Estados Unidos Donald Trump como aliados na sua agenda anticomunista e crítica ao socialismo, e tem sido comparado a Jair Bolsonaro por partilhar uma plataforma anti-esquerdista e anti-justiça social. Quando questionado sobre Trump e Bolsonaro, ele disse: "Eu tenho uma agenda clara, que vai contra tudo o que é socialismo ou comunismo. Todos os que são contra o socialismo ou o comunismo estão do meu lado. Este é o meu princípio orientador, depois podemos ter todas as diferenças que quiserem. Nesse grupo temos liberais, libertários, pessoas de centro, conservadores, de centro-direita, mas o limite é que ninguém ultrapasse o limite da social-democracia e todas as expressões mais à esquerda. O meu alinhamento com Trump e Bolsonaro é quase natural."
Milei é favorável à política de mão pesada adoptada por Nayib Bukele em El Salvador. Embora adoptando uma abordagem prudente, sem excluir totalmente o modelo, declarou "Em princípio, dizemos que temos de o estudar e o que Nahuel [Sotelo, deputado] fez foi ir estudá-lo [em El Salvador]. Estamos a estudá-lo porque foi extremamente bem sucedido".
Milei elogiou a antiga primeira-ministra britânica Margaret Thatcher e citou a sua política económica como uma influência, uma posição que causou controvérsia entre os veteranos da Guerra das Malvinas na Argentina devido à sua associação com o afundamento do ARA General Belgrano. Quando questionado sobre a sua opinião sobre Thatcher pelo seu adversário presidencial Sergio Massa durante um debate televisivo, Milei referiu-se a Thatcher e a Ronald Reagan como um dos "grandes líderes da história da humanidade" devido ao seu papel na queda do Muro de Berlim e na oposição ao comunismo na Europa.
Chamou ao Papa Francisco um esquerdista "malvado".

### Carta de Madri

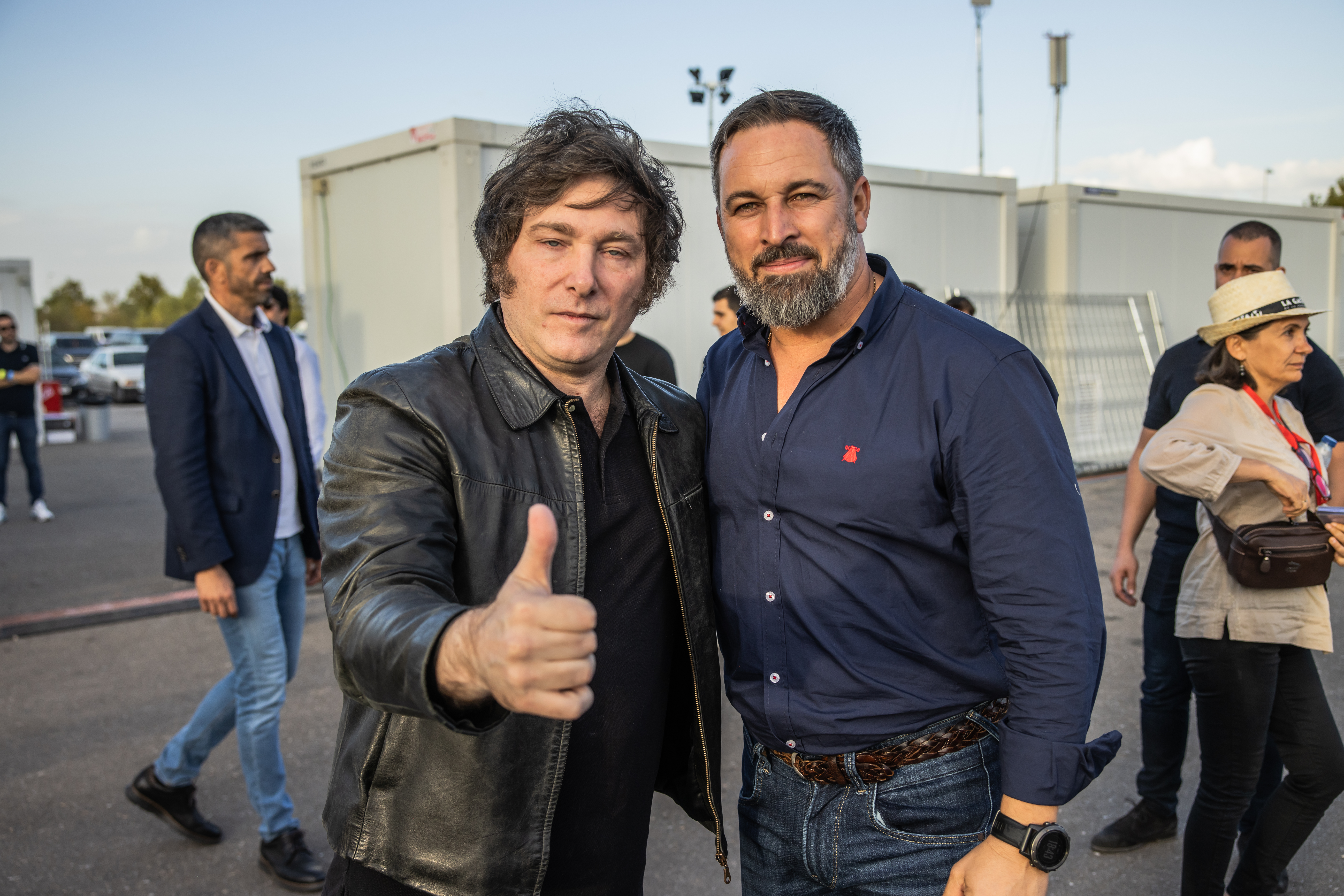
Milei com líder da Vox Santiago Abascal, 2022

Milei subscreve a Carta de Madri, um documento redigido pela Vox que caracteriza grupos de esquerda, como o Foro de São Paulo e o Grupo de Puebla, como inimigos da Ibero-América e acusa-os de se envolverem num "projeto criminoso sob a égide do regime cubano" que "procura desestabilizar as democracias liberais e o estado de direito". Ele assinou o documento juntamente com outros políticos de extrema-direita da região, incluindo Eduardo Bolsonaro, do Brasil, Rafael López Aliaga, do Peru, e José Antonio Kast, do Chile.

### Estados Unidos e Israel
Milei declarou que os Estados Unidos e Israel seriam os principais aliados da Argentina se fosse eleito presidente. Também manifestou a sua intenção de transferir a embaixada argentina em Israel de Tel Aviv para Jerusalém.
Durante a sua campanha presidencial de 2023, Milei agitou frequentemente uma bandeira israelita. Pouco depois de ganhar as eleições em novembro, Milei disse que iria visitar os EUA e Israel antes da sua tomada de posse, descrevendo as viagens como tendo "uma conotação espiritual"; a última vez que visitou os EUA foi em agosto "para rezar e aprender sobre o judaísmo".

### China
Em agosto de 2023, Milei afirmou que iria congelar as relações com a China. Analistas afirmaram que uma rutura nas relações Argentina-China poderia prejudicar a economia argentina. Sobre a China, Milei disse: "As pessoas não são livres na China, não podem fazer o que querem e, quando o fazem, são mortas. Você negociaria com um assassino?

### Rússia
Milei tem manifestado o seu apoio à Ucrânia desde o início da sua invasão pela Rússia. Em março de 2022, usou um pin com a bandeira ucraniana no Parlamento e declarou: "Aqueles de nós que defendem as ideias de liberdade não podem tolerar ou aceitar uma invasão como a que a Rússia fez à Ucrânia". Criticou a posição da administração Fernández em relação à guerra como "fraca" e acusou-a de ser "cúmplice das piores ditaduras do mundo".

### Cuba e Venezuela
Milei tem sido um forte crítico dos governos de Cuba e da Venezuela. Milei afirmou que Cuba é uma "prisão e um inferno devido à decisão dos comunistas" e classificou os Castros como "assassinos". Milei também se referiu ao atual presidente cubano Miguel Díaz-Canel como um "ditador, um traficante de droga e um terrorista", afirmando ainda, durante os protestos cubanos em 2021, que "se o regime cair, eu farei parte dele. Irei à ilha para testemunhar como um povo se liberta da opressão comunista".
No rescaldo da vitória eleitoral, o Presidente da Venezuela, Nicolás Maduro, chamou a Milei um "neonazi de extrema-direita", ao que Milei respondeu que a Venezuela é uma "ditadura".

### Embaixador no exterior
Em agosto de 2023, Milei afirmou que consideraria a possibilidade de nomear o antigo presidente Mauricio Macri como embaixador da Argentina no estrangeiro, caso ganhasse as eleições de 2023.

### Disputa nas Ilhas Malvinas
Defensor do não-intervencionismo na política externa, Milei criticou a guerra das Malvinas. Sobre o assunto, afirmou que um governo liderado por ele defenderia o diálogo; ao mesmo tempo, admitiu que essa tarefa "é complicada". Se quiserem que um dia (as ilhas) voltem a pertencer à Argentina, isso implicará uma negociação muito, muito longa e em que a Argentina terá de ser capaz de propor algo interessante... Terão de se sentar e falar com o Reino Unido e discutir esta situação com aqueles que vivem nas ilhas".
Durante a sua campanha presidencial, Milei afirmou que a Argentina tem uma soberania "inegociável" sobre as Malvinas, mas acrescentou que não utilizaria a força militar para conquistar as ilhas, afirmando que "tivemos uma guerra - que perdemos - e agora temos de fazer todos os esforços para recuperar as ilhas através de canais diplomáticos". Afirmou ainda que quaisquer negociações sobre as ilhas deveriam incluir as pessoas que lá vivem porque "vivem como num país desenvolvido e não num país miserável como nós (Argentina) temos". Ele sugeriu que uma dessas propostas seria um modelo semelhante ao de um país, dois sistemas, acordado entre a Grã-Bretanha e a China antes da entrega de Hong Kong.